# Condado de Van Buren (Arkansas)
O Condado de Van Buren é um dos 75 condados do estado americano do Arkansas. Sua sede de condado é Clinton.
O condado possui uma área de 1 875 km² (dos quais 34 km² estão cobertos por água), uma população de 16 192 habitantes, e uma densidade populacional de 5 hab/km² (segundo o censo nacional de 2000).
O condado foi fundado em 11 de novembro de 1833.